# ميرفين تايلور
ميرفين تايلور (بالإنجليزية: Mervyn Taylor)‏ هو محامي وسياسي أيرلندي، ولد في 1 ديسمبر 1931 في دبلن في جمهورية أيرلندا. حزبياً، نشط في حزب العمال (جمهورية أيرلندا).

## مناصب
- انتخب وزير المساواة وإصلاح القانون ‏ (21 يناير 1993 – 17 نوفمبر 1994).
- انتخب وزير المساواة وإصلاح القانون ‏ (15 ديسمبر 1994 – 26 يونيو 1997).
- في الانتخابات العمومية الإيرلندية 1981 [الإنجليزية]‏، انتخب نائب دييل عن دائرة دبلن الجنوبية الغربية [الإنجليزية]‏ وقد انضم خلال فترته النيابية ‏ (30 يونيو 1981 – 27 يناير 1982)  للكتلة البرلمانية حزب العمال (جمهورية أيرلندا).
- في الانتخابات العمومية الإيرلندية، فبراير 1982 [الإنجليزية]‏، انتخب نائب دييل عن دائرة دبلن الجنوبية الغربية [الإنجليزية]‏ وقد انضم خلال فترته النيابية ‏ (9 مارس 1982 – 4 نوفمبر 1982)  للكتلة البرلمانية حزب العمال (جمهورية أيرلندا).
- في الانتخابات العمومية الإيرلندية، نوفمبر 1982 [الإنجليزية]‏، انتخب نائب دييل عن دائرة دبلن الجنوبية الغربية [الإنجليزية]‏ وقد انضم خلال فترته النيابية ‏ (14 ديسمبر 1982 – 20 يناير 1987)  للكتلة البرلمانية حزب العمال (جمهورية أيرلندا).
- في الانتخابات العمومية الإيرلندية 1987 [الإنجليزية]‏، انتخب نائب دييل عن دائرة دبلن الجنوبية الغربية [الإنجليزية]‏ وقد انضم خلال فترته النيابية ‏ (10 مارس 1987 – 25 مايو 1989)  للكتلة البرلمانية حزب العمال (جمهورية أيرلندا).
- في الانتخابات العمومية الإيرلندية 1989 [الإنجليزية]‏، انتخب نائب دييل عن دائرة دبلن الجنوبية الغربية [الإنجليزية]‏ وقد انضم خلال فترته النيابية ‏ (29 يونيو 1989 – 5 نوفمبر 1992)  للكتلة البرلمانية حزب العمال (جمهورية أيرلندا).
- في الانتخابات العمومية الإيرلندية 1992 [الإنجليزية]‏، انتخب نائب دييل عن دائرة دبلن الجنوبية الغربية [الإنجليزية]‏ وقد انضم خلال فترته النيابية ‏ (14 ديسمبر 1992 – 15 مايو 1997)  للكتلة البرلمانية حزب العمال (جمهورية أيرلندا).
- انتخب وزير العمل [الإنجليزية]‏ (12 يناير 1993 – 21 يناير 1993).